# Philippe Boesmans
Philippe Boesmans (Tongeren, 17 maggio 1936 – Bruxelles, 10 aprile 2022) è stato un compositore belga.

## Biografia
Boesmans è nato a Tongeren e ha studiato pianoforte al Conservatorio di Liegi, dove fu anche introdotto alle tecniche di composizione seriale di Pierre Froidebise. Tuttavia, solo dopo essere entrato in contatto con il "Gruppo Liegi" (Henri Pousseur, André Souris e Célestin Deliège) nel 1957 iniziò a scrivere musica come compositore autodidatta. A partire dal 1962 partecipò alle produzioni del Centre de Recherches Musicales de Wallonie, collaborando con Pousseur. È stato anche attivo come pianista con l'Ensemble Musique Nouvelle. Sempre nel 1962 divenne produttore presso la Radio Télévision Belge de la Communauté Française (RTBF), collaborando con l'orchestra radiofonica. Da questa esperienza imparò molto sulla composizione e orchestrazione della musica. Il riconoscimento fu presto seguito e nel 1971 vinse il Prix Italia per la sua composizione Su La-Mi.
Ha lavorato come produttore per la RTBF ed è stato compositore in residenza al teatro La Monnaie/De Munt di Bruxelles.

## Opere selezionate

### Opera
- La Passion de Gilles (1983) Libretto di Pierre Mertens[3]
- Reigen (1993); basato su La Ronde di Arthur Schnitzler. La recensione su Le Monde l'ha definita "la più grande opera degli ultimi 75 anni."
- Wintermärchen (1999); basato su Il racconto d'inverno di William Shakespeare.
- Julie (2005); basato su Miss Julie di August Strindberg.
- Yvonne, princesse de Bourgogne (2009); basato su Iwona, księżniczka Burgunda di Witold Gombrowicz.
- Poppea e Nerone (2012); Nuova orchestrazione, per una orchestra da camera moderna, de L'incoronazione di Poppea di Monteverdi. Prima esecuzione al Teatro Real di Madrid, diretta da Sylvain Cambreling e con la regia di Krzysztof Warlikowski.
- Au monde (2014) libretto di Joël Pommerat basato sulla sua commedia.
- Pinocchio (2017); libretto di Joël Pommerat basato su Le straordinarie avventure di Pinocchio di Carlo Collodi, 1883.[4]

### Altro
- Concerto per violino (1980)
- Quartetto d'archi n. 1 (1988)
- Surfing per viola e orchestra (1990)
- Love and Dance Tunes per baritono e piano (1993); basato sui Sonetti di Shakespeare
- Summer Dreams, Quartetto d'archi n. 2 (1994)

## Discografia
- Trakl Lieder; String Quartet [No. 1]; Surfing. Françoise Pollet (soprano), Orchestre du Théâtre Royal de la Monnaie, conducted by Sylvain Cambreling; Quartetto Arditti; Christophe Desjardins (viola), Ensemble Musique Nouvelle, conducted by Georges Elie Octors. Trakl Lieder recorded live, Palais des Beaux-Arts, Brussels, 14 April 1990; String Quartet recorded at the Royal Conservatory of Liège, 24 March 1990; Surfing recorded at the Palais des Beaux-Arts, Brussels, 4 June 1990. CD recording, 1 audio disc: digital, 12 cm, stereo. Ricercar RIC 083065. Anloy: SPRL Ricercar, [n.d.].
- Reigen. Cypres.
- Wintermärchen. DG. Sung in German, in scene four the language changes from German to English and Boesmans introduces AKA Moon, a jazz/funk group.
- Julie. Garry Magee, Malena Ernman, Monnaie Chamber Orchestra, Kazushi Ono. CD recording. Cypres (CYP4626), 2005. Video recording, DVD. Garry Magee, Malena Ernman, Kerstin Avemo, Monnaie Chamber Orchestra, Kazushi Ono. BelAir, 2005.
- Yvonne, princesse de Bourgogne. Opéra National de Paris Mireille Delunsch and Yann Beuron. Cypres, 2011 Klangforum Wien, Sylvain Cambreling.

## Filmografia
- Julie. Garry Magee, Malena Ernman, Kerstin Avemo, Monnaie Chamber Orchestra, Kazushi Ono. DVD recording. BelAir, 2005.